# DDR-Meisterschaften im Feldfaustball 1953
Die DDR-Meisterschaften im Feldfaustball 1953 waren die vierte Austragung der DDR-Meisterschaften der Männer und Frauen im Feldfaustball der DDR im Jahre 1953.

## Frauen
Endstand
| Platz | Mannschaft                 |
| ----- | -------------------------- |
| 1.    | BSG Rotation Dresden Mitte |
| 2.    |                            |
| 3.    |                            |

## Männer
Endstand
| Platz | Mannschaft            |
| ----- | --------------------- |
| 1.    | BSG Motor West Erfurt |
| 2.    |                       |
| 3.    |                       |